# Ароматный
Арома́тный — хутор в Верхнедонском районе Ростовской области.
Входит в состав Казанского сельского поселения.

## География
Хутор находится рядом со станицей Казанской. Их разделяет между собой государственная водозащитная лесополоса.

## История
В августе 1963 года населённый пункт Казанского плодопитомника был переименован в Ароматный.

## Население
| 1989 | 2002 | 2010 |
| ---- | ---- | ---- |
| 211  | ↘209 | ↘199 |

## Улицы
- ул. Лисовенко,
- ул. Мичурина,
- ул. Симиренко.

## Инфраструктура
Хутор полностью заасфальтирован, газифицирован и обеспечен водопроводной водой. Улицы освещаются девятью общественными фонарями. Имеется новый детский сад.